# Associazione Calcio Conegliano 1980-1981
Questa voce raccoglie le informazioni riguardanti l'Associazione Calcio Conegliano nelle competizioni ufficiali della stagione 1980-1981.

## Rosa
| N. |                   | Ruolo | Calciatore          |
| -- | ----------------- | ----- | ------------------- |
|    | Italia (bandiera) | C     | Dario Biasi         |
|    | Italia (bandiera) | C     | Mauro Boccafresca   |
|    | Italia (bandiera) | D     | Arduino Busnardo    |
|    | Italia (bandiera) | A     | Sergio Canal        |
|    | Italia (bandiera) | D     | Maurizio Costantini |
|    | Italia (bandiera) | A     | Giampaolo Dari      |
|    | Italia (bandiera) | D     | Daniele Da Ros      |
|    | Italia (bandiera) | C     | Tito Franzolin      |
|    | Italia (bandiera) | C     | Francesco Giurati   |
|    | Italia (bandiera) | P     | Sigfrido Marcatti   |
|    | Italia (bandiera) | A     | Marco Modestini     |
|    | Italia (bandiera) | P     | Luigi Modolo        |

| N. |                   | Ruolo | Calciatore          |
| -- | ----------------- | ----- | ------------------- |
|    | Italia (bandiera) | D     | Edgar Moras         |
|    | Italia (bandiera) | A     | Eros Noselli        |
|    | Italia (bandiera) | C     | Vincenzo Papes      |
|    | Italia (bandiera) | A     | Roberto Peressoni   |
|    | Italia (bandiera) | C     | Dino Prizzon        |
|    | Italia (bandiera) | C     | Francesco Rossi     |
|    | Italia (bandiera) | C     | Luciano Savian      |
|    | Italia (bandiera) | D     | Claudio Segat       |
|    | Italia (bandiera) | C     | Francesco Spigariol |
|    | Italia (bandiera) | C     | Sergio Valentinuzzi |
|    | Italia (bandiera) | A     | Massimo Villanova   |